# 부산 복천사 아미타극락회상도
부산 복천사 아미타극락회상도(釜山 福泉寺 阿彌陀極樂會上圖)는 부산광역시 영도구 복천사에 있는, 조선시대의 아미타극락회상도이다. 2005년 12월 27일 부산광역시의 유형문화재 제62호로 지정되었다.

## 개요
화면 중앙에 아미타여래가 결가부좌하고 있고, 앞쪽 전면에는 천부복식의 범천·제석천상이 합장형으로 시립하고 있다. 본존 좌우에는 보관에 화불이 있는 관음보살과 정병이 있는 대세지보살이 윤왕좌를 취하고 있고, 좌우 바깥에는 보살 2위씩 총4위의 보살이 합장한 모습으로 시립하고 있다. 화면 하단 전면에는 사천왕상이 배치되어 있고, 상단에는 아난과 가섭, 2위의 금강, 10위의 나한상 등이 대칭을 이루며 이룬다.
아미타여래는 육계가 뾰족하게 솟아올랐고, 황색과 주색을 번갈아 사용하여 정상계주와 중간계주를 각각 표현하였다. 얼굴은 둥글고 평평하며, 이목구비가 중앙으로 몰린 형상이다. 신체비율은 어깨가 넓고 무릎너비가 넓어 안정적이다. 광배는 녹색 원형두광과 금색 원형신광을 갖추었다.
좌우 보살상은 육신부와 육신선, 두부와 얼굴 표현 등은 본존과 동일하며, 보관과 영락장식들은 돋을기법을 사용한 것이 특징적이다. 본존 전면 좌우의 범천과 제석천의 육신부는 백색이며 육신선은 담묵선 위에 옅은 붉은색을 겹쳐 그었다. 천공의 상단부를 가득 메우고 있는 구름은 인물군들의 구획에 사용되었으며, 각각 녹색과 주색으로 채색하였다.
본 작품은 화기를 통해 1892년에 관악산 관음사 만든 작품으로 이후 어떤 연유로 복천사에 전래되었는지는 알 수 없다. 본지의 규모가 세로 178.6, 가로 224.5cm로 비교적 큰 작품이며 보존상태도 전체적으로 양호한 편이며, 조선후기 아미타극락회상도 도상 연구 및 화승 연구에 자료적 가치가 있는 문화재이다.

## 참고 문헌
- 복천사아미타극락회상도 - 국가유산청 국가유산포털